# Thomas Birch (Maler)

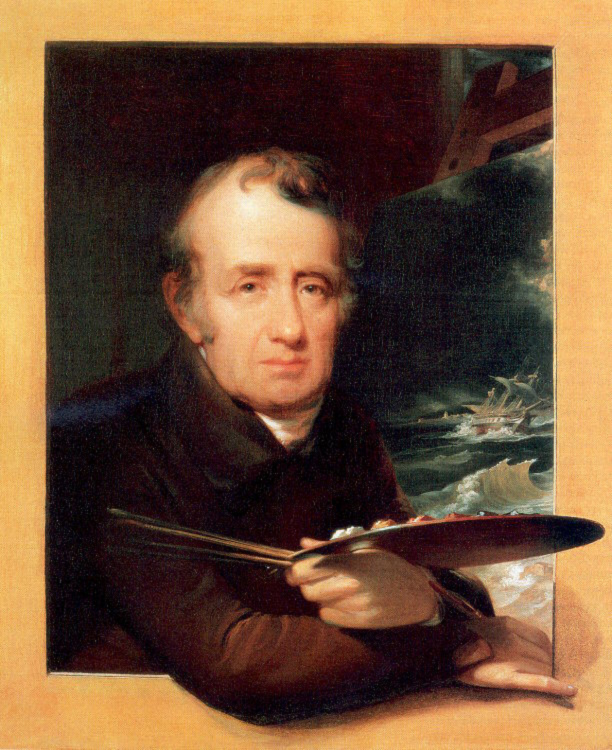
The Studious Artist: Portrait of Thomas Birch von John Neagle, 1836, Pennsylvania Academy of the Fine Arts

Thomas Birch (* 1779 in London, England; † 3. Januar 1851 in Philadelphia, Pennsylvania) war ein Porträt- und Marinemaler.

## Leben und Werk
Er kam 1794 in die Vereinigten Staaten und assistierte seinem Vater, dem Maler William Birch, bei der Erstellung einer Kollektion von 29 Kupferstichen: „Birch’s Views of Philadelphia“ (1799). Zu den Subskribenten der Serie gehörten US-Präsident John Adams und Vizepräsident Thomas Jefferson. Die Serie verkaufte sich gut und wurde mehrfach aufgelegt. Davon inspiriert entstanden ähnliche Serien von New York City, den Vorstädten von Philadelphia und von Baltimore.
Sein erstes bedeutendes Gemälde war wahrscheinlich eine Ansicht von Philadelphia von der Treaty Elm in Kensington, die auch als Gravur 1804 veröffentlicht wurde. Bis etwa 1807 malte er Porträts und begann dann mit der Marine-Malerei. Einige seiner berühmtesten Werke zeigen Schlachten des Krieges von 1812.

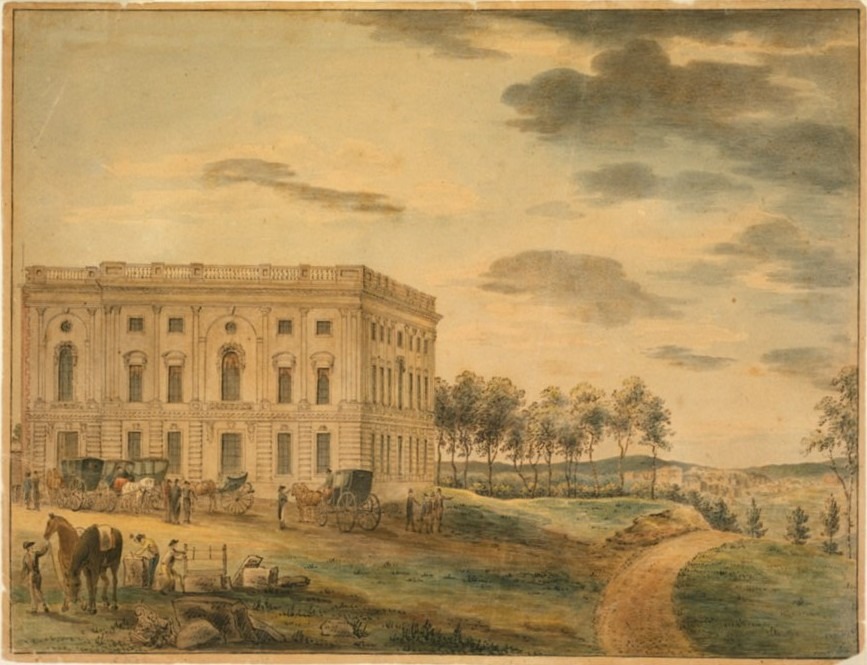
United States Capitol, Completed Northern Wing (zirka 1801), Gravur, Library of Congress

„Birch was the first American ship portraitist, and his paintings were copied by countless artists and craftsmen in America and Europe.“ „Birch war der erste amerikanische Schiffs-Porträtist und seine Werke wurden von zahllosen Amerikanern und Europäern kopiert.“ Neben Schiffen zeigen seine Bilder Brücken, Leuchttürme, Dockanlagen und Hafenbefestigungen der frühen Republik besonders aus der Umgebung von New York und Philadelphia. Seine Gemälde von Vorort- und ländlichen Szenen dienten oft als Vorbild für Gravuren.
Unter historischen Gesichtspunkten war sein bedeutendstes Werk wahrscheinlich sein Kupferstich (zirka 1801) des unfertigen Kapitols in Washington. Ebenfalls bedeutend ist sein Gemälde der 1812er Schlacht zwischen der USS United States und der HMS Macedonian, das im Oval Office von John F. Kennedy hing. Es wurde 2008 versteigert, zu einem persönlichen Rekordpreis von 481,000 US$.
Seit 1811 stellte Birch  40 Jahre lang regelmäßig in der Pennsylvania Academy of the Fine Arts (PAFA) aus und leitete das Museum von 1812 bis 1817. Das PAFA sammelt seine Werke, ebenso die Library Company of Philadelphia, das Philadelphia Museum of Art, das Smithsonian American Art Museum, die U.S. Naval Academy und das Museum of Fine Arts, Boston.
1833 wurde Thomas Birch in New York zum Ehrenmitglied (Honorary NA) der National Academy of Design gewählt.

## Galerie

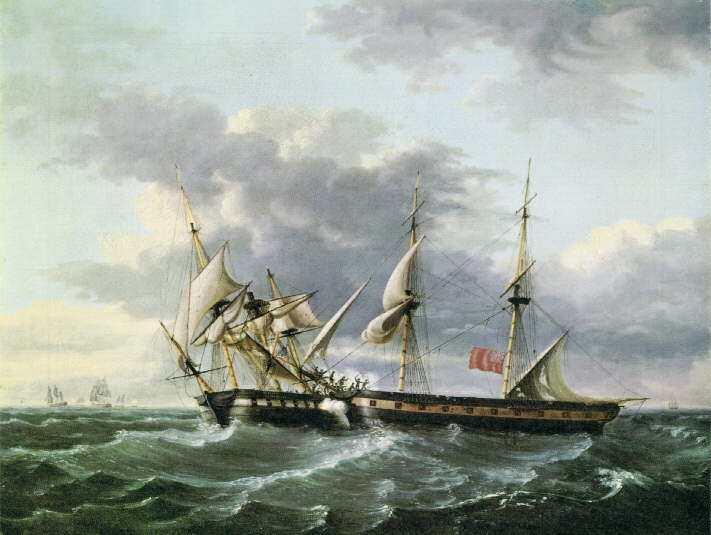
USS Wasp boarding HMS Frolic, 1815, Peabody Essex Museum
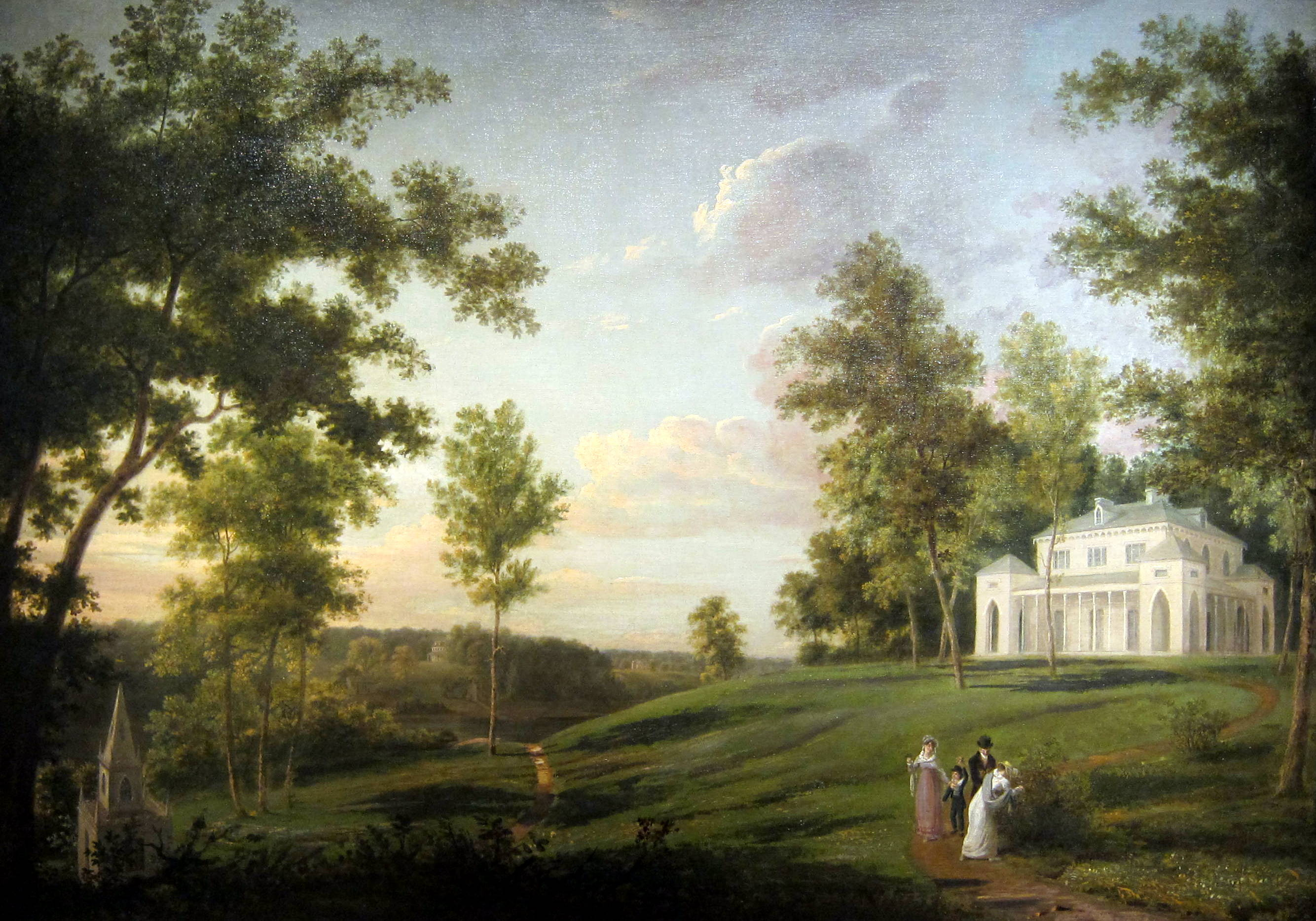
Sedgeley Park, Philadelphia, 1819, Smithsonian American Art Museum
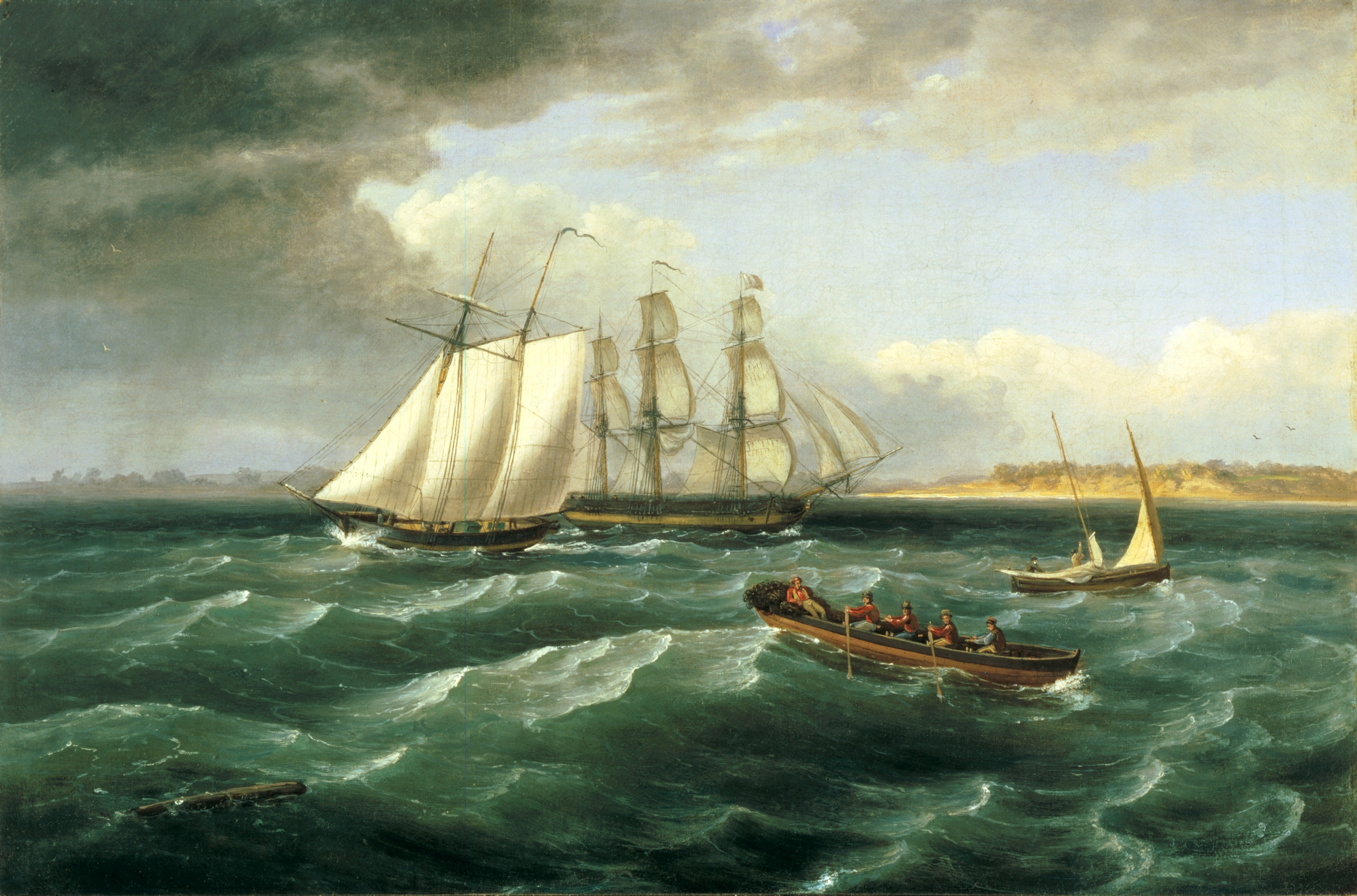
Mouth of the Delaware, 1828
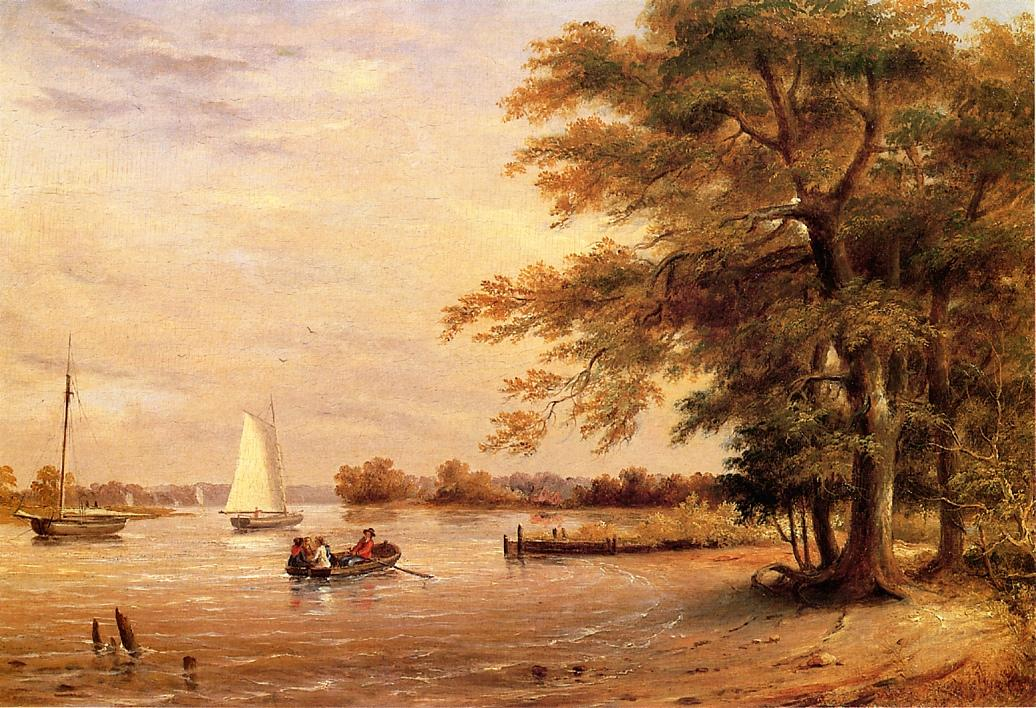
On the Shrewsbury River, Redbank, New Jersey, 1840